# Sovjetiska ligan i bandy 1936
Det första Sovjetiska mästerskapet i bandy hölls i Moskva från 17 till 28 februari 1936 . 12 lag delades in i två grupper, där lagen mötte varandra 1 gång. Sedan följde ett slutspel (där 1:an från grupp A mötte 1:an från Grupp B osv.) vilket kom att avgöra den slutliga placeringen i mästerskapet.

## Gruppspel

### Grupp A
| Nr | Lag                      | S | V | O | F | +/-     | P  |
| -- | ------------------------ | - | - | - | - | ------- | -- |
| 1  | Dynamo Moskva            | 5 | 4 | 0 | 1 | 13 - 6  | 13 |
| 2  | Dynamo Leningrad         | 5 | 3 | 1 | 1 | 8 - 4   | 12 |
| 3  | Krasnaja Zarya Leningrad | 5 | 3 | 1 | 1 | 7 - 6   | 12 |
| 4  | Torpedo Moskva           | 5 | 2 | 0 | 3 | 8 - 12  | 9  |
| 5  | CSKA Moskva              | 5 | 1 | 0 | 4 | 10 - 13 | 7  |
| 6  | Spartacus Leningrad      | 5 | 1 | 0 | 4 | 8 - 13  | 7  |

### Grupp B
| Nr | Lag                       | S | V | O | F | +/-    | P  |
| -- | ------------------------- | - | - | - | - | ------ | -- |
| 1  | Burevestnik Moskva        | 5 | 4 | 0 | 1 | 9 - 3  | 13 |
| 2  | Zavod im. Stalina         | 5 | 2 | 3 | 0 | 6 - 1  | 12 |
| 3  | Lokomotiv Moskva          | 5 | 3 | 1 | 1 | 8 - 2  | 12 |
| 4  | Spartak Moskva            | 5 | 1 | 2 | 2 | 6 - 7  | 9  |
| 5  | Kirovskij Zavod Leningrad | 5 | 0 | 2 | 3 | 8 - 15 | 7  |
| 6  | Krylia Sovetov Moskva     | 5 | 1 | 0 | 4 | 5 - 14 | 7  |

## Slutspel
- Final: Dynamo Moskva - Burevestnik Moskva : 3 - 1

- 3:e plats: Dynamo Leningrad - Zavod im. Stalina : 3 - 0

- 5:e plats: Krasnaja Zarya Leningrad - Lokomotiv Moskva : 2 - 0

- 7:e plats: Spartak Moskva - Torpedo Moskva : 3 - 1

- 9:e plats: CSKA Moskva - Kirovskiy Zavod Leningrad : 3 - 1

- 11:e plats: Spartacus Leningrad - Krylia Sovetov Moskva : 4 - 3

Vinnare Dynamo Moskva